# Tennis Masters Cup 2007 – mužská dvouhra
Soutěže mužské dvouhry na šanghajském Tennis Masters Cupu 2007 se zúčastnilo osm nejlepších tenistů v klasifikaci žebříčku ATP. Čtvrtý titul vybojoval první hráč světa Roger Federer ze Švýcarska.
Federer na úvod prohrál s Fernandem Gonzálezem. Jednalo se o jeho první porážku v základní fázi Turnaje mistrů. Semifinálovou účast si však zajistil dalšími dvěma vítězstvími nad Roddickem a Davyděnkem. Ve vyřazovací fázi jej nejdříve čekala světová dvojka Nadal, kterému nedal příležitost ke zdramatizování zápasu. Trofej si odvezl po finálové výhře nad španělskou světovou šestkou Davidem Ferrerem ve třech setech 6–2, 6–3 a 6–2.

## Nasazení hráčů
1. Roger Federer (vítěz)
2. Rafael Nadal (semifinále)
3. Novak Djoković (základní skupina)
4. Nikolaj Davyděnko (základní skupina)
5. Andy Roddick (semifinále)
6. David Ferrer (finále)
7. Fernando González (základní skupina)
8. Richard Gasquet (základní skupina)

## Soutěž
| Legenda                                                       |                                                                        |                                                   |
| - Q – kvalifikant - WC – divoká karta - LL – šťastný poražený | - Alt – náhradník - SE – zvláštní výjimka - PR/SR – žebříčková ochrana | - w/o – bez boje - r – skreč - d – diskvalifikace |

### Finálová fáze
|  | Semifinále | Semifinále    | Semifinále   | Semifinále | Semifinále |   |               | Finále | Finále | Finále | Finále | Finále |
|  |            |               |              |            |            |   |               |        |        |        |        |        |
|  | 1          | Roger Federer | 6            | 6          |            |   |               |        |        |        |        |        |
|  | 2          | Rafael Nadal  | 4            | 1          |            |   |               |        |        |        |        |        |
|  | 2          | Rafael Nadal  | 4            | 1          |            | 1 | Roger Federer | 6      | 6      | 6      |        |        |
|  |            |               |              |            |            | 1 | Roger Federer | 6      | 6      | 6      |        |        |
|  |            | 6             | David Ferrer | 2          | 3          | 2 |               |        |        |        |        |        |
|  | 6          | 6             | David Ferrer | 2          | 3          | 2 | David Ferrer  | 6      | 6      |        |        |        |
|  | 6          |               |              |            |            |   | David Ferrer  | 6      | 6      |        |        |        |
|  | 5          | Andy Roddick  | 1            | 3          |            |   |               |        |        |        |        |        |

### Červená skupina
|    |                   | Federer            | Davyděnko     | Roddick       | González           | Zápasy | Sety | Hry   | Pořadí |
| 1. | Roger Federer     |                    | 6–4, 6–3      | 6–4, 6–2      | 6–3, 6–7(1–7), 5–7 | 2–1    | 5–2  | 41–30 | 1      |
| 4  | Nikolaj Davyděnko | 4–6, 3–6           |               | 3–6, 6–4, 2–6 | 6–4, 6–3           | 1–2    | 3–4  | 30–35 | 3.     |
| 5. | Andy Roddick      | 4–6, 2–6           | 6–3, 4–6, 6–2 |               | 6–1, 6–4           | 2–1    | 4–3  | 34–28 | 2.     |
| 7. | Fernando González | 3–6, 7–6(7–1), 7–5 | 4–6, 3–6      | 1–6, 4–6      |                    | 1–2    | 2–5  | 29–41 | 4.     |

Pořadí bude určeno na základě následujících kritérií: 1) počet vyhraných utkání; 2) počet odehraných utkání; 3) vzájemný poměr utkání u dvou hráčů se stejným počtem výher; 4) procento vyhraných setů, procento vyhraných her u třech hráčů se stejným počtem výher, poté poměr vzájemných utkání 5) postavení na žebříčku ATP.

### Zlatá skupina
|    |                 | Nadal         | Djoković | Ferrer        | Gasquet       | Zápasy | Sety | Hry   | Pořadí |
| 2. | Rafael Nadal    |               | 6–4, 6–4 | 6–4, 4–6, 3–6 | 3–6, 6–3, 6–4 | 2–1    | 5–3  | 40–37 | 2.     |
| 3. | Novak Djoković  | 4–6, 4–6      |          | 4–6, 4–6      | 4–6, 2–6      | 0–3    | 0–6  | 22–36 | 4      |
| 6. | David Ferrer    | 4–6, 6–4, 6–3 | 6–4, 6–4 |               | 6–1, 6–1      | 3–0    | 6–1  | 40–23 | 1.     |
| 8. | Richard Gasquet | 6–3, 3–6, 4–6 | 6–4, 6–2 | 1–6, 1–6      |               | 1–2    | 3–4  | 27–33 | 3.     |

Pořadí bude určeno na základě následujících kritérií: 1) počet vyhraných utkání; 2) počet odehraných utkání; 3) vzájemný poměr utkání u dvou hráčů se stejným počtem výher; 4) procento vyhraných setů, procento vyhraných her u třech hráčů se stejným počtem výher, poté poměr vzájemných utkání 5) postavení na žebříčku ATP.